# Chronologie des faits économiques et sociaux dans les années 1660
Chronologie de l'économie
Années 1650 - Années 1660 - Années 1670

## Événements
- 1658-1705 : Léopold Ier, empereur germanique ; dès le début de son règne, il promeut une politique économique mercantiliste dans ses États[1]. À partir de la seconde moitié du XVIIe siècle, les Habsbourg interviennent plus fréquemment dans leurs possessions afin de protéger les paysans des excès du système seigneurial, et ainsi augmenter la rentabilité de la terre selon les données du mercantilisme. Malgré cela, la corvée est maintenue, y compris pour la construction de « châteaux baroques » à la campagne, alors à la mode. L’élevage se trouve entre les mains du seigneur qui importe des bêtes de race suisse et hollandaise et le pratique de façon intensive. Les forêts sont souvent des propriétés ecclésiastiques et l’on en commence l’exploitation systématique : celles du Wienerwald, possessions du souverain, servent à la construction de bateaux et de voitures[2].
- 1659-1666 : crise monétaire en Pologne due à la production de monnaie de cuivre. Le grosz, l’unité de compte, chute de 50 %[3].
- 1660 :
  - après la première guerre du Nord la Pologne est dans un état lamentable : toutes les villes ont été incendiées et pillées. La population a diminué d’un tiers face aux épidémies (peste bubonique) et aux disettes, passant de dix à six ou sept millions d’habitants. Les exportations de seigle et de froment par Dantzig ont chuté de moitié depuis 1600. La production agricole a chuté de 25 % à 75 % selon les régions, surtout en Ukraine, razziée par les Tartares, et en Mazovie, ravagée par les Suédois. 20 % des réserves du domaine royal n’ont plus de cheptel[4].
  - la part de l’armée correspond en 1660 à 72 % des dépenses du budget de l’Empire ottoman[5].
  - les Anglais profitent du retour à l’indépendance des royaumes pour frapper les produits écossais de lourds droits de douane[6].
  - au Québec, Mgr de Laval attaque le principe des ventes d’alcool aux indigènes par les commerçants et les coureurs des bois[7].

- Vers 1660 :
  - apogée de l’industrie textile de Leyde. La production de laken, draps fins en laine, atteint 130 000 pièces dans les années 1660[9], après une croissance de trente années.
  - il y a 150 Juifs en Angleterre, la plupart à Londres ; ils sont 400 en 1690, 6000 en 1734[10].
  - déclin de l’industrie en Espagne, particulièrement dans le textile à Séville, Ávila ou Ségovie ; Séville ne garde que le dixième de ses métiers à tisser du début du siècle[11].
  - La flotte des Provinces-Unies est estimée à 2 millions de tonneaux, répartie en 10 000 vaisseaux et montée par 160 000 marins. La flotte marchande anglaise est de 162 000 tonnes (environ 200 000 tonneaux). La marine anglaise comprend 4 000 vaisseaux en 1668. La flotte marchande française est estimée à 150 000 tonneaux. La flotte royale française compte 18 vaisseaux de ligne en 1661 (120 en 1672)[12]. L’armée compte moins de 100 000 hommes. La flotte marchande espagnole est estimée à 100 000 tonneaux[13].

- 1661 : 
  - première émission d'un billet de banque en Europe par la Banque de Stockholm de Johan Palmstruch en Suède. Imprimés en trop grand nombre, ils ne tardent pas à se déprécier et la banque fait faillite en 1668. La Rikets Standers bank (banque des États Généraux) est fondée pour la remplacer[14].
  - Amsterdam possède 60 raffineries de sucre, qui travaillent pour l’exportation en France et en Angleterre[15].

- 1661-1673 : aliénation des biens de la Couronne danoise, pour 6,3 millions de rixdalers[16].
- 1662 : 
  - émeutes du cuivre en Russie dues à l’inflation et au renchérissement du coût de la vie provoquée par l’émission massive de monnaie de cuivre ayant même cours que la monnaie d’argent depuis 1656. 7 000 personnes sont tuées à Moscou lors de la répression. En province, les troubles agraires se multiplient[17],[18].
  - en Irlande, les catholiques peuvent accéder aux corporations et entrer dans l’armée (5000 en 1688 sur un total de 16 500 hommes)[19].
- 1664 : Espagne : dévaluation des vellon (billon), pièces composées d’un alliage d’argent et de cuivre[20].
- 1665 : établissement d’une poste publique en Russie par le Hollandais Johann van Sveden[17].
- 1665-1666 : grande peste de Londres[21].
- 1666 : premières assurances incendie à la suite de l’incendie de Londres[22].

- 1666-1669 : épidémie de peste en Alsace du Nord[23].
- 1667 : début d'une guerre des tarifs douaniers entre la France et les Provinces-Unies, prélude à la guerre de Hollande[24].
- 1668 : 
  - l'économiste caméraliste Johann Joachim Becher, publie à Francfort son ouvrage fondamental, le Discours politique[25]. En Autriche, sous l’influence des caméralistes (mercantilistes), la production de luxe pour le marché de Vienne se développe. Des mesures interdisent l’importation d’une série de produits (1659 et 1671)[2].
  - la banque de Stockholm devient Banque d’État (Riksens Ständers Bank)[26]. Elle reçoit le privilège d’encaisser des billets pour toute la Suède.
- 1669 : selon Alonso Núñez de Castro (es) dans son Solo Madrid es Corte, le total annuel des revenus de la couronne de Castille s’élèverait à 15 750 000 ducats[27] mais ils seraient engagés de telle façon qu’un tiers seulement serait versé au trésor.

- La production du nombre de pièces de draps s'effondre au cours du siècle en Italie du Nord face à la concurrence des lainages français, anglais et hollandais exportés vers le Levant : à Milan (quinze mille pièces en 1616 à une centaine en 1709), à Côme, à Florence (vingt mille vers 1560-1570 à cinq mille en 1650), à Venise (vingt-huit mille en 1600 à deux mille vers 1700)[28].

### France
- 1660-1662 : crise de l'avènement. Séries de mauvaises récoltes, disette et épidémies responsable de plus d'un million de morts[29].
- 1660 : soixante mille élèves dans les collèges jésuites, oratoriens ou doctrinaires[30].
- 1661 : première mention d'artichauts en Bretagne, cultivés par l'évêque de Saint-Pol-de-Léon[31].
- 1661-1672 : à partir de 1659, les intendances de province, jusqu’alors destinées à financer la guerre (1635-1659), deviennent des instruments de centralisation dans une période de paix relative (1661-1672). Les intendants sont chargés de liquider les arriérés de dettes contractées par les villes depuis les années 1630 du fait des épidémies et des guerres, et d’imposer aux municipalités des budgets équilibrés. Ces règlements généralisés dans les années 1660 conduisent à figer et scléroser les gestions urbaines, à contrôler leurs impôts locaux. Privées de leurs moyens financiers, les oligarchies municipales dépérissent et perdent leurs prérogatives politiques, militaires et fiscales qui leur permettaient de consolider leurs remparts et d’entretenir des milices. Les murailles des villes seront bientôt abattues et leurs fossés transformés en boulevards[32].

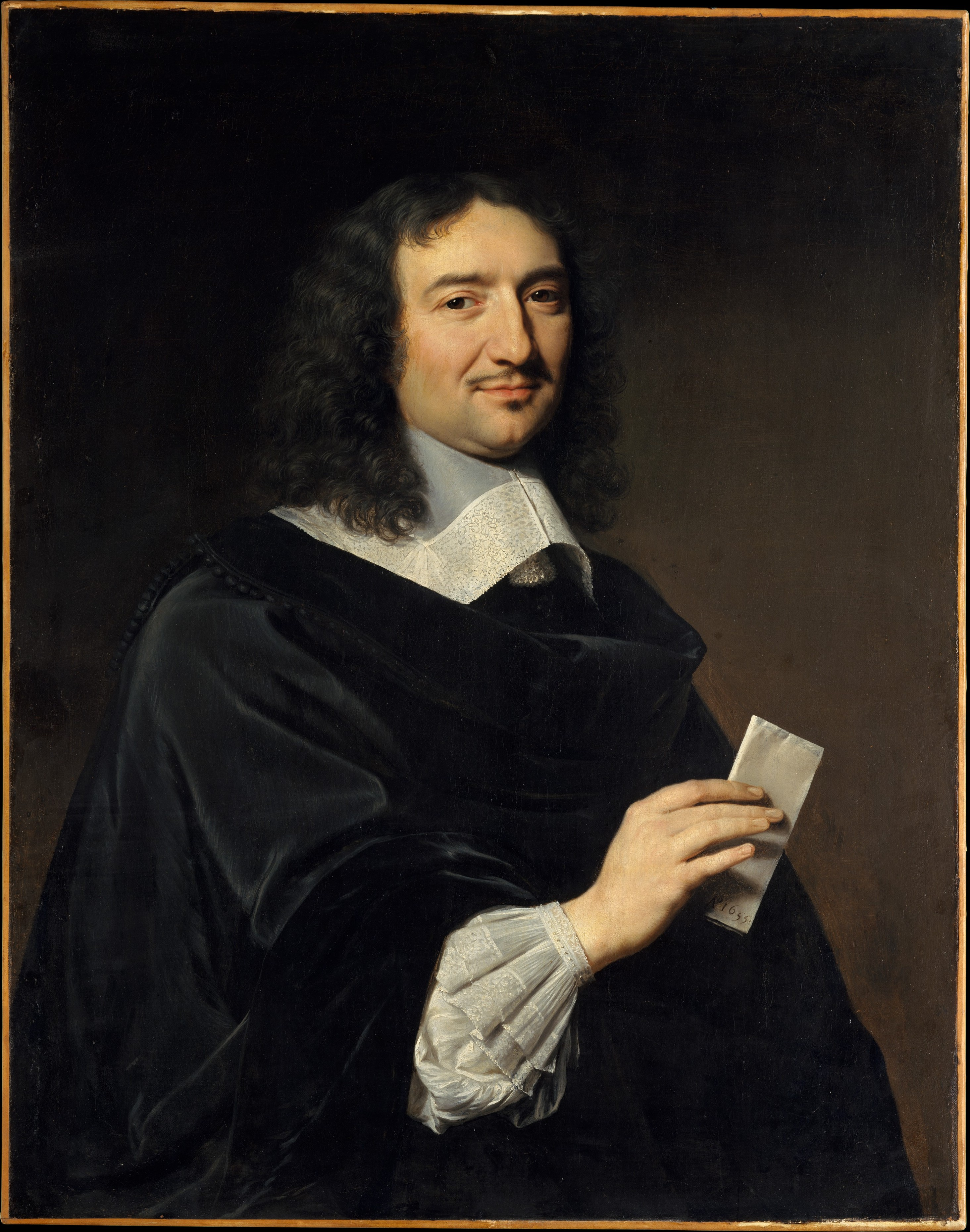
Jean-Baptiste Colbert, portrait par Philippe de Champaigne.

- 1661-1683 : Colbert principal ministre de Louis XIV met en place une bureaucratie. Il poursuit la politique de ses prédécesseurs en transformant les pays d'états en pays d'élection administrés par des intendants, directement rémunérés par l’État, qui résident de façon permanente dans leur généralité. Ils sont 32 à la fin du règne[33].
- 1661-1671 : le revenu net de l’État se situe à 58 millions de livres par an. Les dépenses moyennes annuelles se stabilisent à 66 millions de livres, soit 58 % du niveau de la période de guerre 1635-1659. Le déficit est pratiquement jugulé (4,5 millions en moyenne)[34]. Les tailles (impôt direct) représentent 55 % du budget en 1663. Colbert les fait baisser de 31 % à 41 %, selon les années, demandant la différence de revenus aux impôts indirects (gabelle, aides sur les boissons, traites sur la circulation des marchandises), qui frappent également les privilégiés[35].
- 1661-1691 : développement de l’industrie de la soie (Lyon, Vivarais, Nîmes). À Nîmes, le nombre de moulins à soie décuple entre 1661 et 1681. La fabrique de soierie triple à Lyon de 1661 à 1690[36].
- 1663-1666 : la peste fait en France 110 000 morts[37].
- 1664 : Colbert organise Conseil royal du Commerce ; il fait triompher sa conception de l’économie, le colbertisme, variante française du mercantilisme, qui favorise principalement le commerce et l'exportation et justifie la politique coloniale[33].
- 1664-1691 : plafond du salaire des maçons à Paris (grands chantiers, croissance démographique de la capitale)[38].
- 1665-1685 : série de bonnes récoltes. Les cours des céréales sont relativement bas de 1665 à 1690 et il n’y a plus de famines jusqu’en 1691. Les prix sont stables jusqu’en 1692[39]. Le volume moyen des vendanges françaises s’est accru du tiers à la moitié depuis 1550.
- 1665 : il y a 46 047 officiers au minimum dans le royaume ; il y en avait 4041 en 1515[40].
- 1666 : Colbert dissout par arrêt du Conseil la guilde des tisserands toiliers du Mans, afin d’ouvrir leur métier aux nouveaux venus dans les zones rurales du Maine et de l’Alençonnais[38].
- 1666-1692 : croissance régulière de la production lainière (0,58 % par an)[41].
- 1669 : création d’un corps d’inspecteurs des manufactures chargé de fixer et de contrôler les normes pour améliorer la qualité des produits destinés à l’exportation, principalement dans l’industrie textile[33]. Il permet à Colbert de mettre au point une statistique industrielle.

## Démographie
- 1660-1725 : la population anglaise stagne (émigration, baisse de la natalité). L’espérance de vie moyenne en Angleterre passe de 30 ans à 38 ans entre 1660 et 1800. Londres atteint 500 000 habitants mais est frappé successivement par une épidémie de peste (1665-1666) et un grand incendie (septembre 1666)[42].
- 1660-1675 : moins de 2 000 habitants d'origine européenne en Nouvelle-France en 1660. Ils sont 2500 en 1663. Jean Talon vient en Nouvelle-France en 1665 et établit de nouvelles mesures natalistes afin de favoriser la colonisation intégrale. Le premier recensement de 1666 compte 3 215 habitants d'ascendance européenne, soit 2 034 hommes et 1 181 femmes[43]. La colonie compte 6 282 personnes en 1668, 7 833 en 1675[44].
- 1661 : la Chine compte 104 700 000 habitants[45]. Cet accroissement de la population est dû aux mesures en faveur de la petite propriété au détriment du système latifundiaire.
- 1663 : la Nouvelle-Angleterre compte 80 000 habitants d'origine européenne[46].
- 1665 : 440 000 habitants en Norvège[47].

- Hongrie : la population de Transylvanie, décimée par les guerres du début du siècle, rattrape son niveau de la fin du XVIe siècle, soit 955 000 habitants au maximum. Elle est composée de six nationalités : une majorité magyare et sicule (500 000), la nation saxonne (90 000), les Roumains appelés Valaches (280 000), les Serbes appelés Rács, les Ukrainiens et d’autres groupes divers (85 000). On y parle cinq langues et y pratique six religions, sans compter les Juifs et les sectes comme celles des sabbataires ou abrahamites.

- L’empire espagnol d’Amérique compte 10 380 000 habitants dont 80 % d’Indiens, 6 à 7 % de Blancs, le reste est composé de Noirs et de Métis[48].